# Système immunitaire régulé par l'horloge circadienne
Vous pouvez aider à l'améliorer ou bien discuter des problèmes sur sa page de discussion.
- Il n’est pas rédigé dans un style encyclopédique. (Marqué depuis décembre 2019)
- Son introduction est soit absente, soit non conforme aux conventions de Wikipédia. (Marqué depuis décembre 2019)

Les organismes vivants font face à plusieurs intrusions qui mettent en péril le bon déroulement de leur fonctionnement. La protection de l'organisme dépend d'un système biologique appelé le système immunitaire. Ce système implique différents processus complexes qui font appel à différents éléments immunitaires. Les composants de ce système suivent un rythme circadien. Par conséquent, l’efficacité et le temps de guérison de l'organisme, en fonction du temps de la journée, varient.

## Réponse inflammatoire et le cycle circadien
La réponse inflammatoire est un système de défense contre les pathogènes qui s'infiltrent dans le corps. Cette défense innée implique un grand nombre de cellules immunitaire, des hormones ainsi que des cytokines.
Une étude menée par Erhard Haus, un chronobiologiste expert notamment en pathologies endocrines et hématopathologies montre que les globules blancs suivent un rythme circadien. En effet, le nombre de globules blancs circulant dans le sang atteint son apogée au milieu de la nuit. Plus particulièrement, le nombre de lymphocytes entre 0:00 et 4:00 est 50% à 100% plus élevé que pendant la période d’éveil. Les éléments pro-inflammatoires, dont les cytokines et les lymphocytes, sont présents en plus grande quantité lors de la phase de repos. Un autre type de lymphocytes important dans la réponse inflammatoire sont les phagocytes qui démontrent le même caractère. Les éléments pro-inflammatoires sont présents en plus grande quantité lors de la phase de repos. Les lymphocytes, notamment les macrophages, sécrètent des cytokines qui vont entamer la réaction inflammatoire.
Les cytokines sont des protéines qui communiquent avec les cellules immunitaires via des récepteurs afin de modérer la présence et la prolifération de ces cellules aux sites d’invasions. Les cytokines pro-inflammatoires, dont les IFN-alpha, les IFN-gamma et les IL-1alpha, sont sécrétées par les globules blancs majoritairement durant la période de repos en atteignant leur plus haut niveau à 21:30, 0:00 et 21:00 respectivement. La présence de ces cytokines est nettement inférieure lors de la phase d'éveil.
Cependant, les éléments anti-inflammatoires sont plus actifs durant la phase d’éveil. Les glucocorticoïdes sont des hormones qui inhibent l’expression des éléments pro-inflammatoires qui codent les cytokines pros-inflammatoires. Le cortisol, un glucocorticoïde, semble suivre un rythme circadien. En effet, le cortisol présent dans le plasma a un taux de sécrétion plus élevé après 6 à 8 heures de repos ainsi qu'à la première heure d’éveil, puis diminue au courant de la journée. À l’inverse, les taux de sécrétion sont quasi nuls au début de la phase de repos,,. Une preuve des effets du rythme circadien sur la réaction inflammatoire est l’asthme associé à l’inflammation des bronches. Il a été démontré que les crises d’asthmes surviennent plus en soirée et pendant la nuit que pendant le jour. Ce phénomène peut être expliqué par les éléments pros-inflammatoires qui sont plus actifs durant cette période,. Les éléments pro-inflammatoires, y compris les leucocytes, sont majoritairement présents durant la nuit chez les humains, alors que chez les souris qui sont des espèces nocturnes, ces éléments sont davantage présents en journée (pendant leur phase de repos).

### Cicatrisation des blessures
Le bon fonctionnement de l’horloge circadienne est primordial pour la cicatrisation des plaies, selon une étude menée par John O’Neill et son équipe. Il est vrai de dire que le temps guérit les blessures, mais ils ont observé que le moment durant lequel une blessure est contractée influence significativement le temps de guérison. Des tests ont été effectués sur des souris, des cellules de peau humaine, des fibroblastes ainsi que sur les kératinocytes qui forment la partie superficielle de l’épiderme.
Les plaies cutanées (de la peau) chez les souris blessées durant leur phase active guérissaient plus rapidement que celles blessées lors d’une phase de repos. Parallèlement, les chercheurs ont analysé le dossier de 118 personnes brûlées et hospitalisées. Ils ont constaté que les personnes qui ont subi leur brûlure pendant la journée (phase active) ont été guéris plus vite que celles ayant subi la blessure la nuit entre 20 heures et 8 heures (phase de repos). Ces derniers prennent 60% plus de temps pour guérir selon les résultats : une blessure contractée la nuit prend 28 jours en moyenne pour cicatriser, comparativement à 17 jours pour une blessure survenue le jour (entre 8h et 20h). Ils ont conclu que la raison principale de cette guérison accélérée est due au fait que les cellules de la peau, les fibroblastes, se déplacent plus vite vers l’endroit où les cellules ont été endommagées pendant la phase active. De plus, une protéine du cytosquelette impliquée dans la migration cellulaire et l’adhésion, l’actine, subit une régulation circadienne dans les fibroblastes et affectent l’efficacité de la cicatrisation. En plus des fibroblastes, les kératinocytes et d’autres cellules prolifèrent pour rétablir la blessure. Durant cette phase où il y a le plus de chances de se blesser (le jour chez l’homme et la nuit chez la souris), le collagène, la principale protéine jouant un rôle important dans la réparation cellulaire en formant la structure de l’épiderme, se dépose en plus grande quantité sur la plaie pour permettre une cicatrisation plus efficace.  
Cette découverte a contribué à des avancées en médecine, puisqu’elle suggère des pistes quant au moment optimal de procéder à une opération chirurgicale par exemple. D’ailleurs, il a été testé sur les souris qu’il est possible de reprogrammer les horloges cellulaires en appliquant un médicament topique pour aider à cicatriser une blessure contractée la nuit.

### Vaccination
Une expérience menée sur des hommes vaccinés contre l’hépatite A ou la grippe (Influenza) à des différents moments de la journée (matin ou après-midi) illustre une différence dans le développement de la quantité des anticorps selon le moment de la journée. En effet, les hommes ayant reçu le vaccin le matin développent une plus grande quantité d’anticorps que les hommes ayant reçu le vaccin en après-midi. 
L’effet du moment de l’administration du vaccin sur la quantité des anticorps développée par les patients a été confirmé par une expérience subventionnée par l’Université de Birmingham plus randomisée. Cette fois-ci l’expérience a été menée sur les hommes et les femmes âgées de plus de 65 ans n’ayant aucune infection chronique, ne souffrant pas de troubles immunitaires et ne prenant aucun médicament immunosuppresseurs. Il s’agit d’une expérience sur la vaccination contre la grippe menée sur une période de 3 ans. L’injection intramusculaire du vaccin a été faite entre 9 et 11 heures le matin ou entre 3 et 5 heures de l’après-midi. Sur les trois souches administrées, la quantité observée d’anticorps après un mois de l’injection est plus élevée chez les personnes ayant reçu leur vaccin durant la matinée pour deux souches parmi les trois. De plus, des taux de cortisol (cortisone et corticostérone) plus élevés et des taux de DHEA et d'androsènedione plus faibles ont été observés pour les personnes vaccinées le matin. Généralement, le cortisol est à son maximum après 30 minutes du réveil et est connu pour son effet immunorégulateur pouvant renforcer l’immunité.

### Chronothérapie (prise de médicaments)
Depuis quelques années, la chronothérapie concernant la prise de médicaments est de plus en plus étudiée. Des études ont relevé que le moment durant lequel le médicament est pris influence grandement l’effet de ce dernier. Afin de confirmer ce concept, une expérience a été menée en Espagne par un groupe de quatre chercheurs. Elle a porté sur 661 patients atteints d’hypertension et de néphropathie chronique. Après randomisation, un groupe de 332 patients a été incité à prendre tous les médicaments le matin, au réveil, et un autre groupe de 329 personnes a été incité à prendre au minimum un des médicaments le soir, au coucher. Ils ont été suivis durant 5,4 ans (temps médian). Les résultats ont démontré que les personnes prenant un des médicaments le soir ont leur risque d’événements cardiovasculaire (infarctus, accident vasculaire cérébral, etc.) grandement diminué. En plus, la pression partielle chez ces mêmes personnes était plus base durant leur sommeil comparé aux personnes prenant tous les médicaments le matin. 